# Kuti István (rendőrkapitány)
Uzoni Kuti István (Marosvásárhely, 1867. június 8. - Selmecbánya, 1912. április 19.) Selmecbánya és Bélabánya szabad királyi város rendőrfőkapitánya.

## Élete
Háromszéki székely eredetű katolikus családból származott. Szülei Kuti István (1811-1869) pénzügyigazgatósági irodatiszt és Szőts Anna voltak. Testvérei voltak Kuti Albert (1844-1893) ügyvéd, Róza, Máli, Lajos, Gyula, Kati.
A nagyszebeni középiskola elvégzése után a Kolozsvári Magyar Királyi Ferenc József Tudományegyetem jogi karán végzett. 1893-tól Kolozsvár város szolgálatába állott, mint árvaszéki aljegyző, majd városi aljegyző lett. 1890-ben a templomi kiegészítők gyártására műhelyt alapított. 1895-ben Selmecbányára hívták meg rendőralkapitánynak. 1907-ben Horváth Kálmán főkapitány polgármesterré való választása után rendőrfőkapitány lett.
1899-1910 között a Selmeczbányai Hiradó hetilap felelős szerkesztője, egy ideig tulajdonosa volt.
1895-től a Selmecbányai Orvosi és Természetvizsgálók Egyesületének tagja volt. A diákotthon alapító, illetve a selmecbányai Templomberendezési műintézet rt. alapító tagja volt. A Magyarországi Kárpát-egyesület Kolozs megyei osztályának választmányi tagja, 1897-1901 között a Magyar Turista Egyesület Szitnya osztályának titkára, majd 1901-től jegyzője volt.
Rövid ideig tartó betegeskedés után hunyt el, a selmecbányai temetőben nyugszik.
Felesége Szilágyi Malvin volt, lányuk Malvin (1897) csecsemőkorban hunyt el. 6 fiúgyermeket (Pál, István, Géza, Lajos, László, Albert) hagyott árván. Nevelésüket unokaöccse, legidősebb nővére Róza és matsesdi Stáncsai Albert fia, Sztancsay Miklós városi főjegyző vállalta. Második felesége Wankovits Lucie (1879-1961) volt.